# Пижма
Пи́жма (лат. Tanacétum) — род многолетних травянистых растений и кустарничков семейства Астровые, или Сложноцветные (Asteraceae), произрастающих, главным образом, в умеренных климатических зонах Северного полушария. Род включает 146 видов, на территории России из них произрастает около 30.

## Название
Происхождение научного названия рода Tanacetum имеет две версии, на первый взгляд сходные, но отчасти даже противоположные.
По первой версии, название рода происходит от греческих слов «tanaos» — долго, продолжительно и «aceomai» — жить, существовать. Соединённое в целое слово, это скорее всего обозначает известное свойство этого растения долго оставаться в свежем, сочном состоянии. В определённом смысле название «Танацетум» можно считать почти полным синонимом латинского названия Sempervivum («вечно живой», или молодило), относящимся к совершенно другому растению.
По другой версии, название рода Tanacetum есть видоизменённое долгим произношением слово «Athanasia» (афана́сия) — от греческих «а» — не, и «thanáos» — смерть (можно сравнить с именем бога смерти Танатоса, богини загробного мира Танаис, древним названием греческой колонии и всей местности неподалёку от Таганрога, бывшего города Танаис в тридцати километрах от Ростова-на-Дону, а также реки Танаис — нынешний Дон). От этого же слова «Athanasia» естественным образом произошло известное мужское имя. В целом название по второй версии может переводиться как «бессмертник», однако не следует путать танацетум и с этим растением семейства Астровые.
Общеславянское слово «пи́жма», обозначающее как весь род в целом, так и многих его отдельных представителей, можно считать происходящим от польского «piżmo» или чешского «pižmo», что означает мускус (сильный запах органического происхождения) и в свою очередь восходит к искажённому произношением латинскому слову «bisámum». Большинство представителей рода Пижма действительно обладают весьма сильным и довольно близким по оттенку эфирно-смолистым запахом, причём запах этот исходит ото всех наземных частей растения.
Ещё одно из народных названий многих видов рода Пижма — Ромашник, за внешнее сходство с общеизвестным растением. Некоторые виды и вовсе невозможно отличить от ромашки, и они без особого различия носят такое название.

## Биологическая характеристика

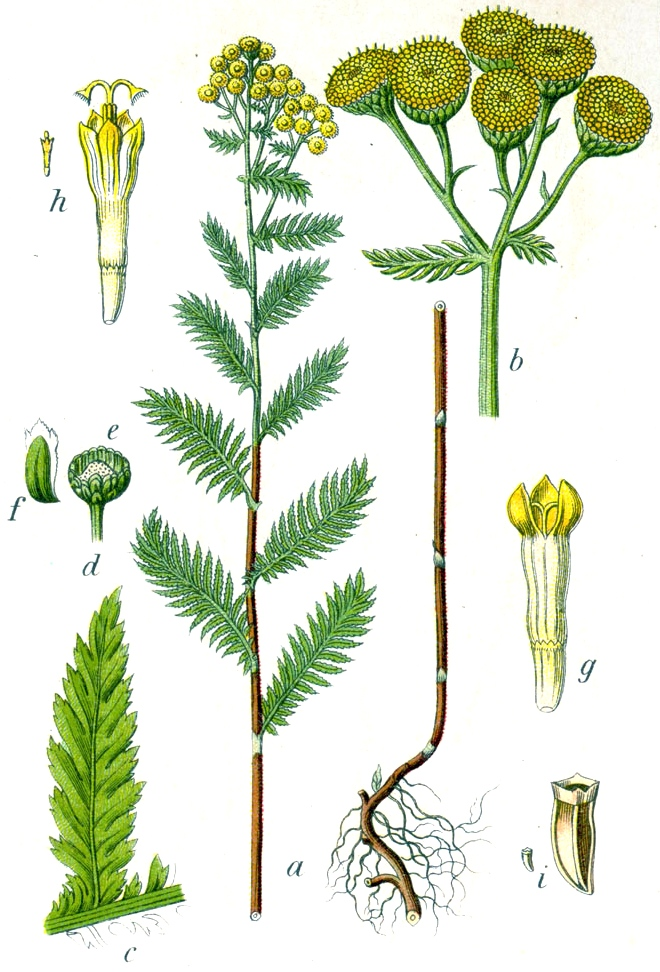
Пижма обыкновенная — типовой вид рода Пижма.

Пижма — довольно крупный, хотя и не окончательно устоявшийся род растений. Часто в его состав включаются многие виды из рода Пиретрум (а иногда даже и весь род в целом), а также некоторые виды из родов Хризантема, Тысячелистник и некоторых других.
В результате род Пижма состоит из пятидесяти и более видов, встречающихся в Европе, Азии, Северной Африке и Северной Америке. На территории России и сопредельных стран насчитывается около 30—40 видов, растущих во всех районах, начиная от горных и степных — кончая тундрой и заболоченными поймами северных рек.
Род Пижма включает в себя более или менее развитые многолетние травы с коротким, слабо разветвлённым ползучим зимующим корневищем. У южных видов с зимующей надземной частью стебли часто древеснеющие в нижней части. Впрочем, примерно то же самое можно сказать и о северных видах, у которых стебли к концу вегетации у основания заметно древеснеют. Среди южных и субтропических видов пижмы встречаются немногие кустарнички и кустарники.
Листья чаще всего овальные с сильно рассечённой «перистой», как у рябины, листовой пластинкой, пахучие, часто даже смолистые, с клейкими выделениями, иногда сильно опушённые.
Соцветия — мелкие или средней величины корзинки трубчатых цветков (у некоторых видов краевые цветки — ложноязычковые), собранные в плотные или рыхлые щитковидные соцветия (реже одиночные корзинки).

## Хозяйственное значение и применение

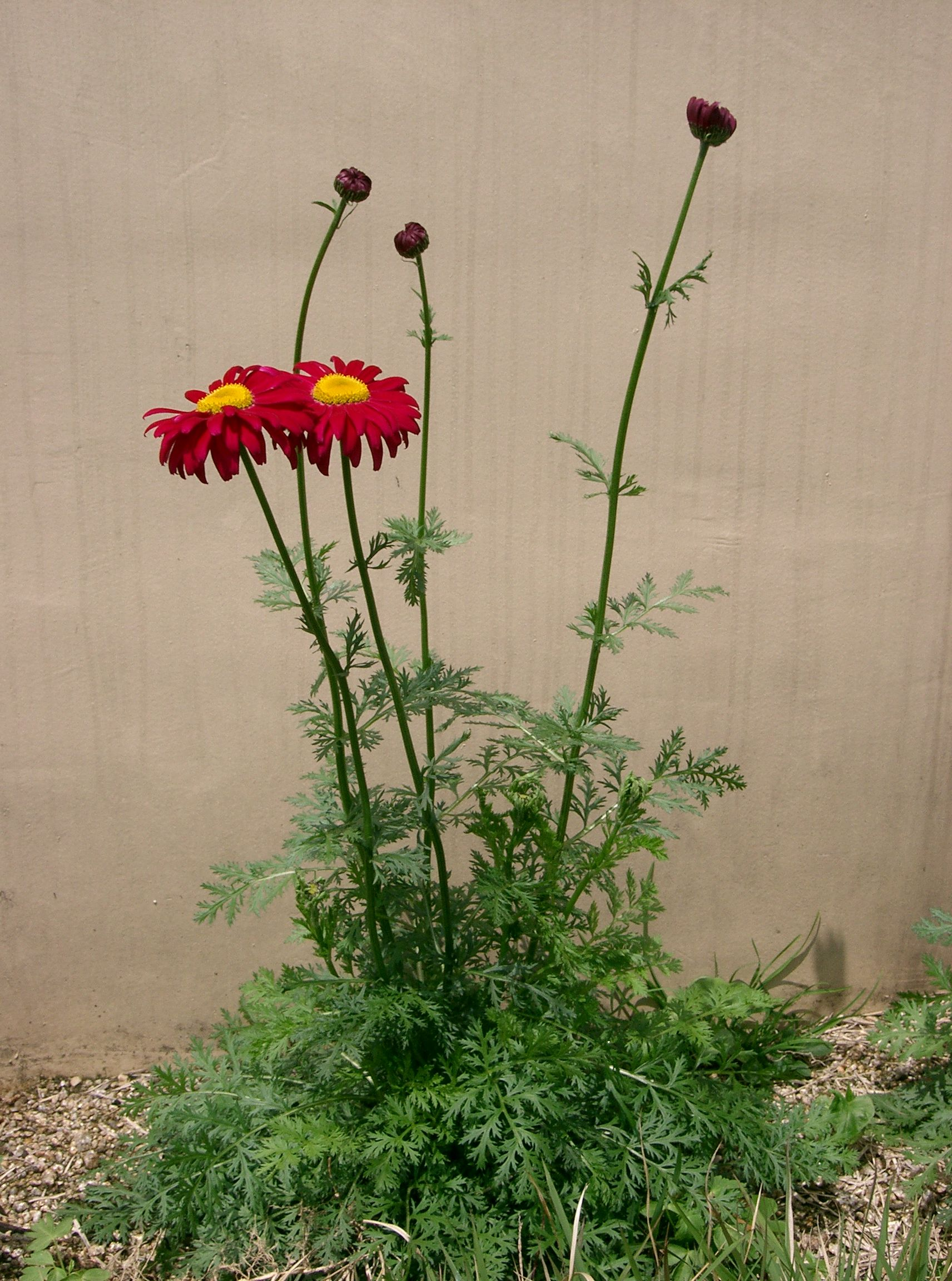
Пижма ярко-красная

Самый известный и распространённый вид рода, Пижма обыкновенная (Tanacetum vulgare), с которой чаще всего и ассоциируется название всего рода Пижма — это чуть ли не повсеместно распространённое сорное и придорожное растение, имеющее десятки народных и местных названий. Многие виды рода Пижма не просто известны, но имеют большое экономическое значение как лекарственные, пищевые, пряно-ароматические и декоративные растения для городского озеленения и садоводства, а также — в качестве сырья для получения инсектицидов, эфирных масел и лекарственных препаратов. Пожалуй, вторым из популярных видов можно по праву назвать пижму бальзамическую (Tanacetum balsamita). Более трёх тысяч лет её культивируют в качестве пищевого, лекарственного и пряно-ароматического растения, и только в последние полтора века её значение понемногу пошло на убыль.
Также пижма использовалась для того чтобы насекомые не влетали в дом. Пижму вешали над дверьми, окнами и мухи не залетали.

## Классификация

### Таксономия[3]
Tanacetum L., 1753, Sp. Pl. : 843
Род Пижма относится к семейству Астровые (Asteraceae) порядка Астроцветные (Asterales). Кладограмма в соответствии с Системой APG IV по состоянию на июнь 2023 года
|  |                                      |  |                                   |                                   |                    |  | ещё 10 семейств |               |               |                                                                 |
|  |                                      |  |                                   |                                   |                    |  |                 |               |               | 146 подтвержденных видов и 57 таксонов, ожидающих подтверждения |
|  |                                      |  |                                   | порядок Астроцветные              |                    |  |                 |               | род Пижма     |                                                                 |
|  |                                      |  |                                   | порядок Астроцветные              |                    |  |                 |               | род Пижма     |                                                                 |
|  | отдел Цветковые, или Покрытосеменные |  |                                   |                                   | семейство Астровые |  |                 |               |               |                                                                 |
|  | отдел Цветковые, или Покрытосеменные |  |                                   |                                   |                    |  |                 |               |               |                                                                 |
|  |                                      |  | ещё 63 порядка цветковых растений | ещё 63 порядка цветковых растений |                    |  |                 | ещё 1804 рода | ещё 1804 рода |                                                                 |
|  |                                      |  |                                   | ещё 63 порядка цветковых растений |                    |  |                 |               | ещё 1804 рода |                                                                 |

### Виды
Некоторые виды:

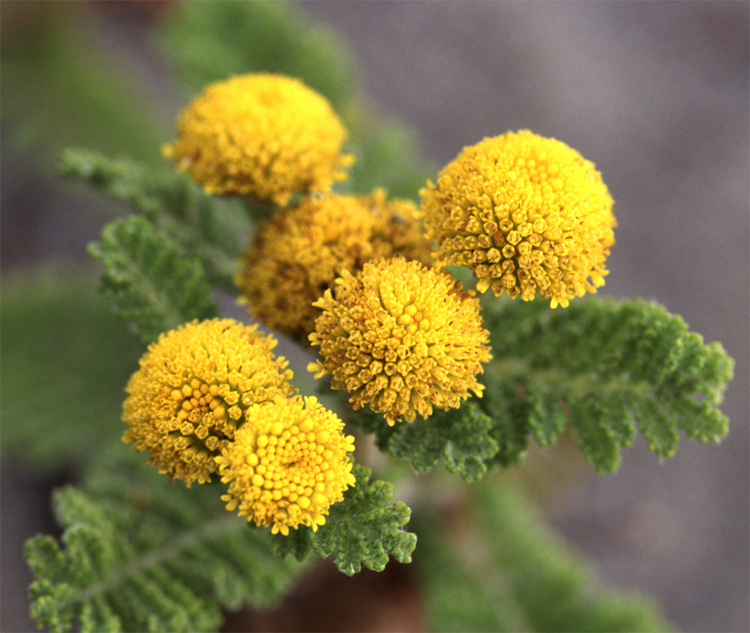
Пижма камфорная

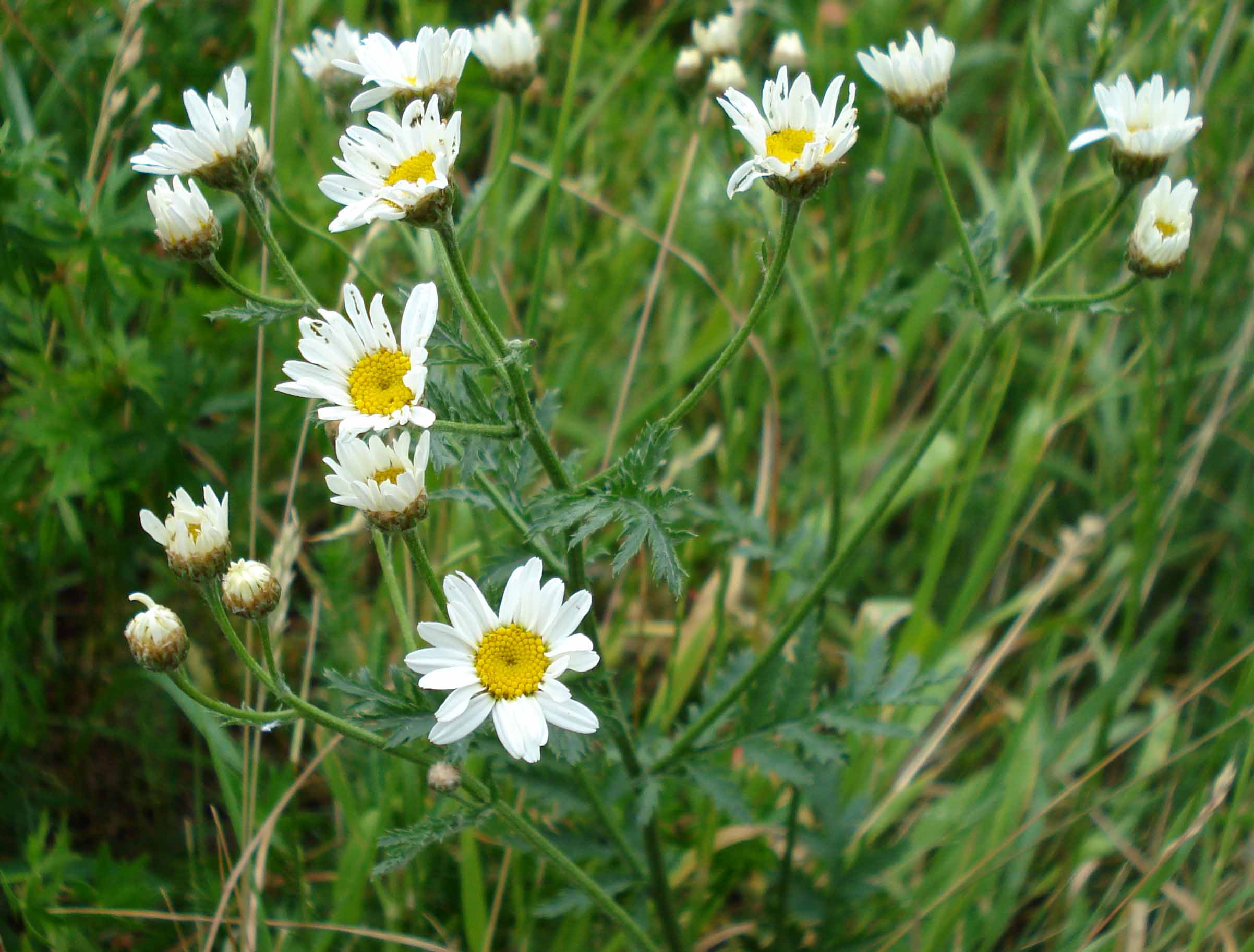
Пижма щитковая

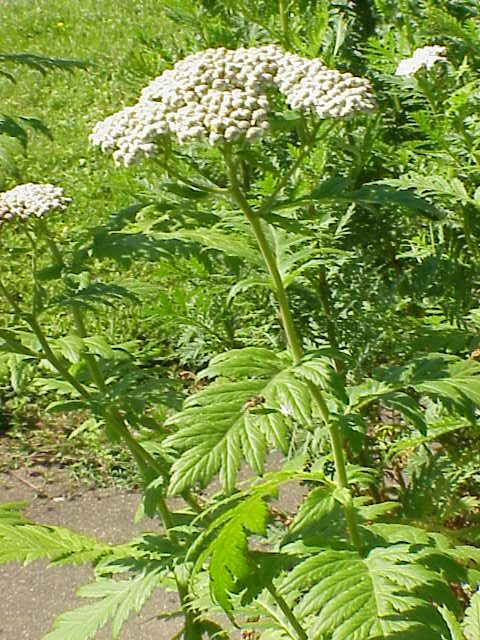
Пижма крупнолистная

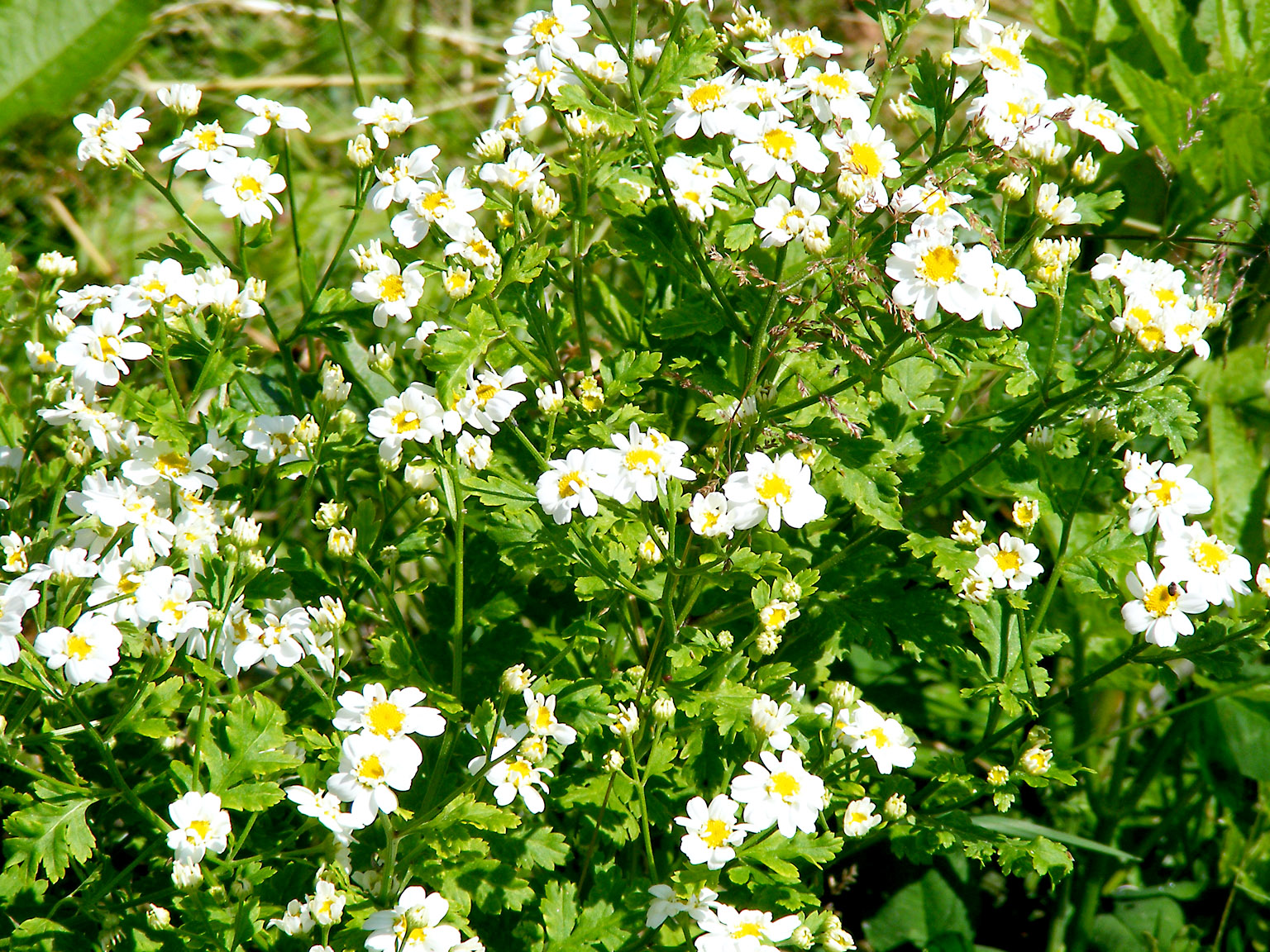
Пижма девичья

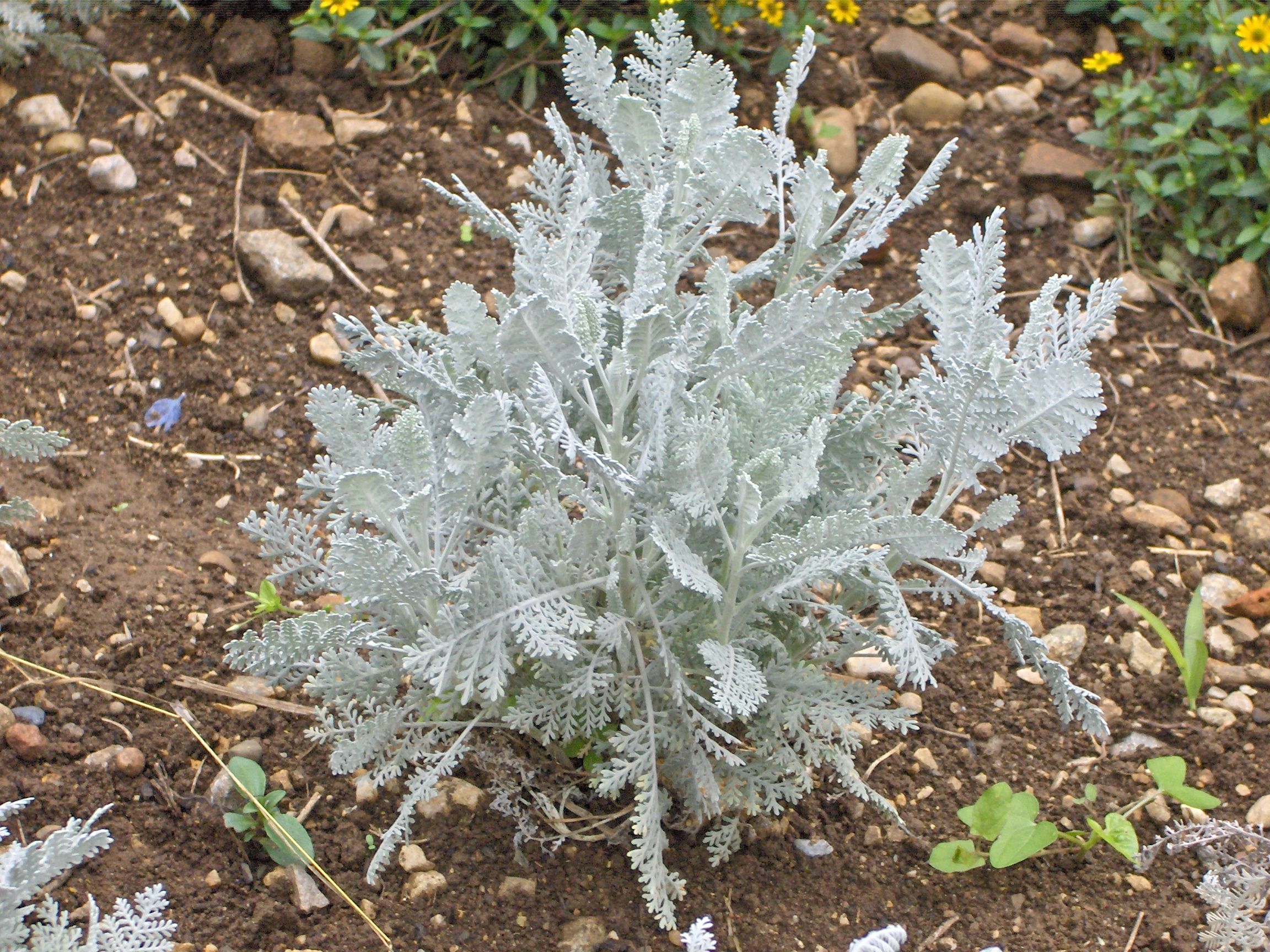
Пижма чихательная

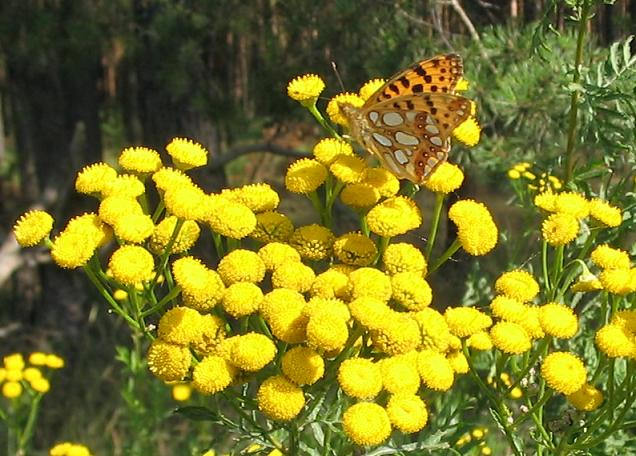
Пижма обыкновенная

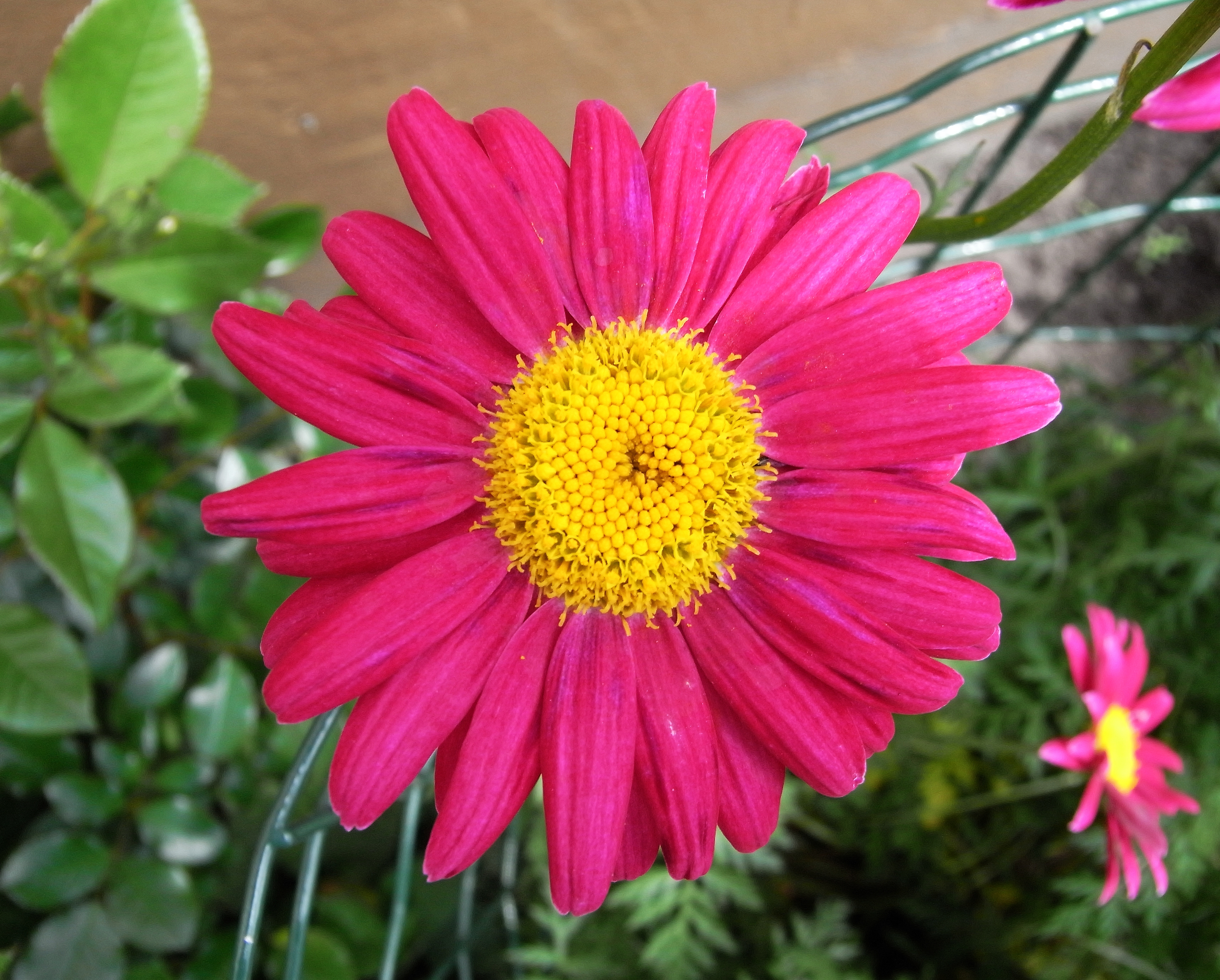
Пижма ярко-красная

- Tanacetum abrotanifolium (L.) Druce — Пижма полыннолистная — причерноморский вид родом из Ирана, Турции и Армении. Иногда включается в род Тысячелистник.
- Tanacetum achilleifolium (М.Bieb.) Sch.Bip. — Ромашник тысячелистниковый — широко распространённый ксерофитный вид, встречается на Кавказе, Украине, в степях Западной Сибири и Казахстана. Часто включается в род Пиретрум или Хризантема.
- Tanacetum akinfiewii (F.N.Alex.) Tzvel. — Пижма Акинфиева. Вид происходит из Дагестана, иногда также относится к роду Пиретрум. Редкое эндемичное растение, включённое в Красную книгу России в статусе находящегося под угрозой исчезновения.
- Tanacetum argenteum (Lam.) Willd. — Пижма серебристая — популярное садовое декоративно-лиственное растение с перистыми стоячими листьями, у некоторых сортов совсем лишёнными зелёной окраски. Иногда включается в род Тысячелистник.
- Tanacetum atkinsonii (C.B.Clarke) Kitam. — Пижма Аткинсона — азиатский вид, происходящий из умеренной климатической зоны Китая. Имеет очень обширный ареал и проникает даже в тропическую зоны Индии и Непала.
- Tanacetum balsamita L. — Пижма бальзамическая, или Канупер, иногда помещаемая в род Хризантема. Широко известное пряно-ароматическое растение, издавна выращиваемое практически по всей Евразии. Широко культивируется как пищевое растение и часто дичает в районах с умеренно тёплым климатом.
- Tanacetum bipinnatum (L.) Sch.Bip. — Пижма двукрылая, холодостойкий вид родом из Камчатки, Аляски и Канады, где встречается в заболачиваемых местах, поймах рек и озёр. Легко узнаваемый вид с характерными одиночными крупными жёлтыми корзинками и короткими, редкими и широкими лепестками вокруг них.
- Tanacetum camphoratum Less. — Пижма камфорная, или Дюнная пижма родом из района залива Сан-Франциско. Густо опушённые мелкие стелющиеся растения с выразительными желтыми цветками, напоминающими бархатцы.
- Tanacetum cinerariifolium (Trevir.) Sch.Bip. — Пижма цинерариелистная, или Далмация пиретрум — балканский декоративный вид, с белоопушёнными перистыми листьями. Является одним из источников промышленного получения инсектицида пиретрин.
- Tanacetum coccineum (Willd.) Grierson — Пижма ярко-красная, или Пижма окрашенная — вид азиатского происхождения, ранее включавшийся в род Пиретрум. Популярный садовый декоративный вид, имеющий массу ярких разноокрашенных сортов. Внешне напоминает крупную ромашку с цветками от белого до розовато-фиолетового цвета. Имеет мелко рассечённые пахучие листья и образует эффектный цветущий ковёр. Как и Пижма цинерариелистная, является источником инсектицида пиретрин.
- Tanacetum corymbosum (L.) Sch.Bip. — Пижма щитковая, или Кавказская ромашка — широко распространённый неприхотливый вид, на первый взгляд, имеющий большую внешнюю схожесть с обыкновенной, несколько растрёпанной ромашкой.
- Tanacetum densum (Labill.) Sch.Bip. — Пижма густая — высокодекоративный низкорослый вид с рыхлыми жёлтыми соцветиями и перистыми серебристыми листьями. Неприхотливое садовое растение, имеет множество разновидностей и сортов.
- Tanacetum douglasii DC. — Пижма Дугласа — вид, широко распространённый в песчаных дюнах тихоокеанского побережья США. Имеет слабоопушённые корневища, листья перистые, пахучие, цветки мелкие, жёлтого цвета.
- Tanacetum ferulaceum (Sch.Bip.) Walp. — Пижма феруловая — эндемик Канарских островов, внешне выглядит как высокая, густая и очень эффектная ромашка с тонкими белыми лепестками. Листья тёмно-зелёные, перистые, часто липкие от смолистых выделений.
- Tanacetum haradjanii (Rchb.f.) Grierson — Пижма Хараджана — высокодекоративный вид родом из Азии (Сирия). Образует низкие, плотные и густые кусты с серовато-серебристыми перистыми листьями, цветёт жёлтыми коротколепестковыми ромашками. Многолетний вид, близкий к Tanacetum densum, карликовый кустарник с толстенькими древеснеющими стеблями.
- Tanacetum huronense Nutt. — Пижма гуронская, названа по месту произрастания. Канадский вид из района озёр Онтарио, Мичиган и Гурон, с сильно опушёнными листьями и соцветиями из ромашковидных цветков. Иногда рассматривается как подвид Tanacetum bipinnatum subsp. huronense, имеющий сильно разветвлённый ареал тесно связанных районов Сибири, Камчатки, Аляски и Канады.
- Tanacetum macrophyllum (Waldst. & Kit.) Sch.Bip. — Пижма крупнолистная — широко распространённый вид, происходит из Юго-Восточной Европы и Турции. Щитковое густое беловатое соцветие очень сильно напоминает своим видом тысячелистник, но листья более широкие и всё растение — значительно крупнее. Вид популярен как садовое растение в Южной Европе. Часто включается в род Хризантема.
- Tanacetum millefolium (L.) Tzvel. — Пижма тысячелистная, или Пижма тысячелистниковая (не путать с тысячелистником, Achillea millefolia) — достаточно редкий вид пижмы, внесённый в Красные книги нескольких областей центральной России. В целом растение похоже на тысячелистник, более рослое, с мелкорассечёнными листьями и более крупными соцветиями. Встречается на мелах и известняках Тамбовской и Воронежской областей.
- Tanacetum parthenium (L.) Sch.Bip. — Пижма девичья, или Пиретрум девичий — родом из Европы. Классически известный декоративный вид. Широко распространённая пахучая многолетняя трава, несущая характерного вида беловатые щитки соцветий. Традиционное лекарственное растение.
- Tanacetum poteriifolium (Nordm.) Grierson — Пижма чашелистная — вид, происходящий из Турции и черноморского побережья Кавказа, довольно часто включается в роды Пиретрум и Хризантема.
- Tanacetum ptarmiciflorum (Webb) Sch.Bip. — Пижма чихательноцветковая — пахучий вид, происходящий с Канарских островов. Получил своё название за раздражающий запах. Многолетний кустарник с мелкоопушёнными бархатистыми стеблями и листьями, часто вовсе лишёнными зелёной окраски. Цветы беловатые. Популярное садовое растение, имеет массу сортов с разной величиной и окраской листьев. Ранее этот вид также входил в род Хризантема.
- Tanacetum sibiricum Falk — Пижма сибирская — вид родом из Сибири и Забайкалья, часто выделяется в монотипный род Нителистник (Filifolium Kitam.) Широко распространён в районах горно-степного Забайкалья, а также в северо-восточной Монголии, где образует характерные пижмовые степи.
- Tanacetum vulgare L. typus[1] — Пижма обыкновенная — самый известный вид рода. Повсеместно распространённое сорное, полевое и придорожное растение с характерными жёлтыми щитками соцветий. Считается умеренно ядовитым растением, имеет лекарственное применение.